# Casa Gran (Sants)
La Casa Gran és un bloc de pisos situat als carrers de Rosés i Melcior de Palau del barri de Sants de Barcelona, catalogat com a bé amb elements d'interès (categoria C).

## Història
Va ser projectat el 1925 per l'arquitecte Modest Feu per iniciativa del fabricant Antoni Pidelaserra com a primer gran bloc de pisos per a obrers del barri, tot i que el projecte fou modificat el 1930 pel mateix autor.

## Descripció
El bloc, de vuit plantes (amb quatre habitatges per planta) i quatre porteries, va ser tota una revolució en un barri on la majoria de cases era de planta i pis. Estava pensat per ser autònom, amb cisternes d'aigua i fossa sèptica pròpies. Els 128 apartaments eren de mides reduïdes (una mica més de 50 m²), amb dos dormitoris, menjador, cuina i lavabo i WC (però sense banyera ni dutxa), aquests dos darrers a la façana, deixant així els dormitoris donant al pati de llums, i el menjador amb sortida a una galeria exterior.
El llenguatge de les façanes mostra formes decoratives hereves de la Secessió de Viena a la part superior dels cossos d'accés on donen les cuines, inserides en una solució compositiva que s'acosta al racionalisme, especialment pel que fa a la forma de les galeries, rectangulars i horitzontals, recordant les Siedlung alemanyes (conjunts habitacionals per a obrers).